# Albert Kunze (Maler)

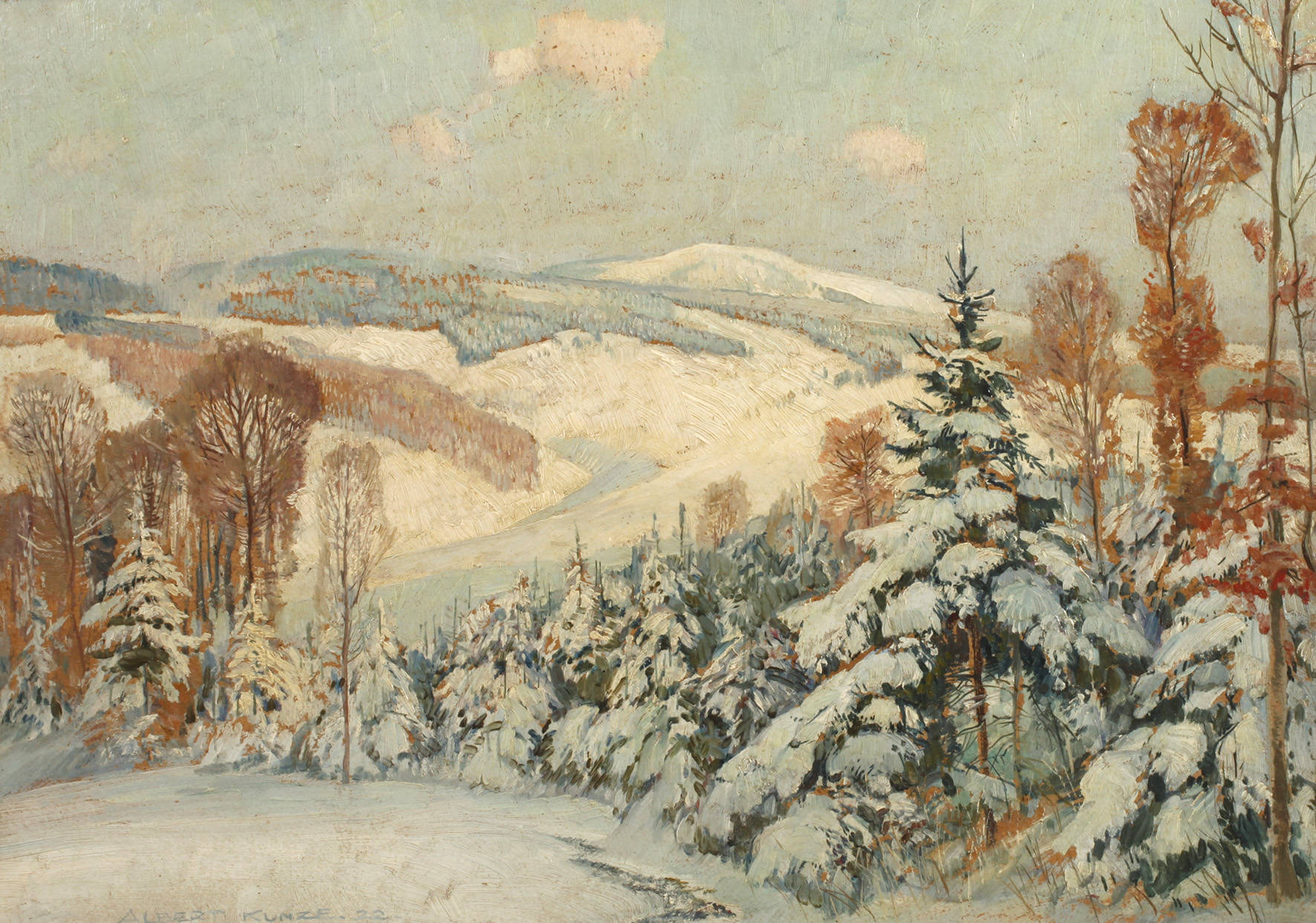
Bergwinter

Albert Oswald Kunze (* 2. Dezember 1877 in Frankenhausen bei Crimmitschau; † 14. Februar 1949 in Sebnitz) war ein deutscher Maler.
Nach dem Besuch der Kunstgewerbeschule und der Kunstakademie Leipzig von 1894 bis 1899 arbeitete er als Lithograf in einer Leipziger Kunstdruckerei, bevor er in Intra (Italien) die „G. More & Co“ Kunstdruckerei leitete.

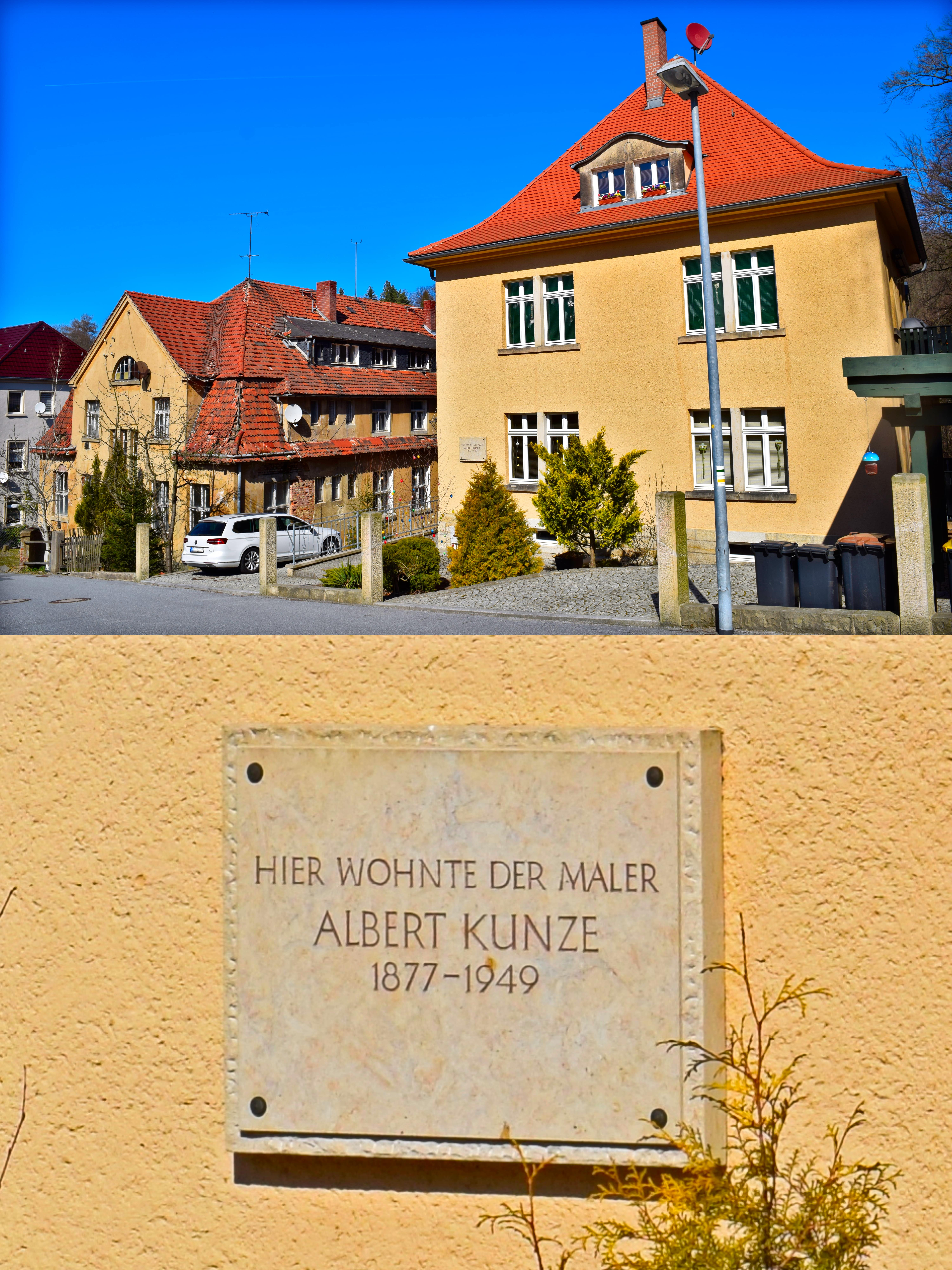
Ehemaliges Wohnhaus des Malers Albert Kunze in Hertigswalde an dem nach ihm benannten "Albert-Kunze-Weg" 9 (50°57'52.0"N 14°16'28.6"E)

1902 kehrte er nach Deutschland zurück und arbeitete zunächst als freischaffender Grafiker. Ab 1904 war er freischaffender Maler in Sebnitz und in Hertigswalde.
Auf verschiedenen Reisen, besonders in die Alpen, schuf er zahlreiche Gemälde, Studien und Zeichnungen. Diese Werke entsprachen dem Kunstkanon der Zeit des Nationalsozialismus, und Kunze war von 1938 bis 1943 auf allen Großen Deutschen Kunstausstellungen in München, mit je einem Ölgemälde vertreten, von denen der Naziführer Wilhelm Brückner 1940 Blühende Wiese am Chiemsee erwarb.
Einige Werke befinden sich im Besitz des Sebnitzer Kunstblumen- und Heimatmuseums.
Kunze war zweimal verheiratet und hatte einen Sohn aus der zweiten Ehe. Sein Grab befindet sich auf dem Sebnitzer Friedhof Friedhofstraße, das vom Landesamt für Denkmalpflege Sachsen im Juni 2025 in das Denkmalverzeichnis aufgekommen wurde.